# Morvillars
Morvillars és un municipi francès, es troba al departament del Territori de Belfort i a la regió de Borgonya - Franc Comtat. L'any 2006 tenia 1003 habitants.

## Geografia
Se situa a la vora d'un petit riu anomenat l'Allaine i molt a prop del canal que uneix el Roine i el Rin.

## Demografia
| 1962 | 1968 | 1975 | 1982 | 1990 | 1999 |
| ---- | ---- | ---- | ---- | ---- | ---- |
| 808  | 926  | 1057 | 1015 | 1021 | 965  |